# Semiothisa sarda
Semiothisa sarda är en fjärilsart som beskrevs av W. Warren 1906. Semiothisa sarda ingår i släktet Semiothisa och familjen mätare. Inga underarter finns listade i Catalogue of Life.